# Lethariella intricata
Lethariella intricata är en lavart som först beskrevs av Giuseppe Giacinto Moris, och fick sitt nu gällande namn av Krog. Lethariella intricata ingår i släktet Lethariella och familjen Parmeliaceae.   Inga underarter finns listade i Catalogue of Life.